# 考道爾庫特
考道爾庫特是匈牙利的城鎮，位於該國西南部，距離首府考波什堡25公里，由紹莫吉州負責管轄，面積39.74平方公里，2011年人口2,589，其中約七成居民信奉天主教。

## 友好城市
- Veliko Trojstvo 2006年

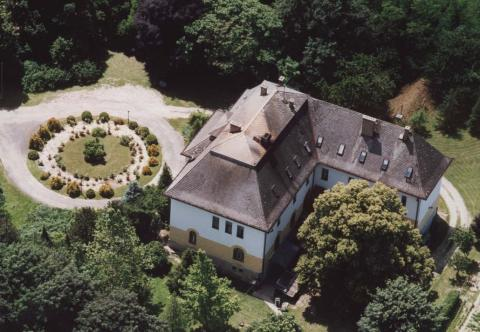

- 奥地利沃茨伯格 2008年

## 外部連結
- Official site of the town of Kadarkút （页面存档备份，存于）
- Cultural Centre and Library ( Művelődési Ház és Könyvtár)
- Kindergarten （页面存档备份，存于）
- Street map （页面存档备份，存于） （匈牙利文）